# Вечни пламен
Вечни пламен је пламен, лампа или бакља која гори непрекидно на неодређено време. Већина вечних пламенова је запаљена намерно, али неки су природни феномени изазвани природним цурењем гаса и сличним процесима, а већина њих може да гори деценијама или вековима.
У древна времена, људи су вечни пламен палили дрвима или маслиновим уљем; данас се вечни пламенови одржавају добављањем пропана или природног гаса. Вечни пламен најчешће комеморише особу или догађај од националног значаја или служе као подсетник на посвећеност заједничком циљу, као што је међународни мир.

## Верски и културни значај
Вечна ватра је дугогодишња традиција у многим културама и религијама. У древном Ирану одабрани свештеник је одржавао атар и представљао концепт божанских искри или амеша спента, како тумачи Зороастријанизам.
Вечни пламен је и компонента јеврејских верских ритуала који су се обављали у Табернаклу а касније у јеруслимском храму, где заповест тражи да ватру стално гори на Олтару. Модерни јудаизам наставља сличну традицију одржавањем тзв. лампе светилишта, на нер Тамиду, увек упаљена изнад ковчега у синагоги. Након Другог светског рата, такав пламен стекао је значење као подсетник на шест милиона Јевреја убијених у Холокаусту.
Нација Черокија одржавала је пламен у седишту владе све до укидања њихове владе према Закону о пресељењу Индијанаца 1830. године. Након тога је жар последње ватре владе понесен запад за нови дом нације на територији Оклахома. Пламен је касније однесен назад на место последњег седишта владе у Национални парк Ред Клеј у југоисточном Тенесију, у Музеју Чероки Индијанаца у Черокију и у Племенском комплексу Нације Черокија у Талекви.
У Кини је некад било уобичајено да се упали лампа као аспекат штовања пређа; била би постављена испред плакете за духа на олтар пређа породице.